# Sépeaux-Saint-Romain
Sépeaux-Saint-Romain es una comuna nueva francesa situada en el departamento de Yonne, de la región de Borgoña-Franco Condado.

## Historia
Fue creada el 1 de enero de 2016, en aplicación de una resolución del prefecto de Yonne de 8 de diciembre de 2015 con la unión de las comunas de Saint-Romain-le-Preux y Sépeaux, pasando a estar el ayuntamiento en la antigua comuna de Sépeaux.

## Demografía
| Gráfica de evolución demográfica de Sépeaux-Saint-Romain entre 1800 y 2013 |
|                                                                            |

Los datos entre 1800 y 2013 son el resultado de sumar los parciales de las dos comunas que forman la nueva comuna de Sépeaux-Saint-Romain, cuyos datos se han cogido de 1800 a 1999, para las comunas de Saint-Romain-le-Preux y Sépeaux de la página francesa EHESS/Cassini. Los demás datos se han cogido de la página del INSEE.

## Composición
| Comuna delegada       | Código INSEE | Población (2013) | Superficie (km²) | Densidad (hab./km²) |
| --------------------- | ------------ | ---------------- | ---------------- | ------------------- |
| Saint-Romain-le-Preux | 89366        | 192              | 10.36            | 19                  |
| Sépeaux               | 89388        | 422              | 19.91            | 21                  |